# Historia Polski. Średniowiecze
Historia Polski. Średniowiecze – synteza historii Polski autorstwa Stanisława Szczura wydana po raz pierwszy przez Wydawnictwo Literackie w 2002 roku.
Historia Polski. Średniowiecze jest pierwszym tomem pięciotomowej syntezy dziejów Polski autorstwa historyków związanych z Instytutem Historii Uniwersytetu Jagiellońskiego. Publikacja była przeznaczona jako pomoc dla studentów historii i innych kierunków humanistycznych, a także dla uczniów szkół ponadpodstawowych jako pomoc w przygotowaniach do matury.
Praca licząca 676 stron zawiera syntezę historii Polski od geografii plemiennej na ziemiach polskich do śmierci króla Kazimierza IV Jagiellończyka.

## Struktura pracy
Synteza składa się z 6 głównych części:
1. Od plemion do państwa gnieźnieńskiego (4 rozdziały)
2. Monarchia pierwszych Piastów (6 rozdziałów)
3. Drugie państwo piastowskie (8 rozdziałów)
4. Księstwa piastowskie (10 rozdziałów)
5. Odrodzone Królestwo Polskie (11 rozdziałów)
6. Elekcyjna monarchia Jagiellonów (9 rozdziałów).

Przed każdym rozdziałem podana została literatura przedmiotu.

## Oceny syntezy
- prof. Tomasz Jasiński – Ciągle brakuje syntezy, która mogłaby spełniać zadanie podręcznika akademickiego. Synteza autorstwa Stanisława Szczura doskonale wypełnia istniejącą lukę i z pewnością przez wiele lat będzie mogła pełnić rolę wspaniałego podręcznika. Niewątpliwą jego zaletą jest przejrzysta konstrukcja, jasny i zrozumiały tok narracji, erudycja, uwzględnienie zarówno starszych jak i nowszych badań.
- prof. Krzysztof Ożóg – Kompozycja treści jest bardzo klarowna i przemyślana, zarówno od strony dorobku badawczego historiografii w tym zakresie, jak i metody prezentacji bogatej materii. Autor spożytkował dotychczasowe ustalenie szczegółowych studiów i wprowadził wyniki nowych badań do tej pory mało obecnych w ujęciach całościowych dziejów polskiego średniowiecza.

## Wznowienia
Książka była wznawiana w 2004, 2005 i 2007 roku.